# Heliometra glacialis
Heliometra glacialis is een haarster uit de familie Antedonidae.
De wetenschappelijke naam van de soort werd in 1833 gepubliceerd door Owen.